# Rocky Point (Montana)
Rocky Point es un lugar designado por el censo ubicado en el condado de Lake en el estado estadounidense de Montana. En el Censo de 2010 tenía una población de 97 habitantes y una densidad poblacional de 61,7 personas por km².

## Geografía
Rocky Point se encuentra ubicado en las coordenadas 47°43′56″N 114°11′8″O / 47.73222, -114.18556. Según la Oficina del Censo de los Estados Unidos, Rocky Point tiene una superficie total de 1.57 km², de la cual 1.57 km² corresponden a tierra firme y (0%) 0 km² es agua.

## Demografía
Según el censo de 2010, había 97 personas residiendo en Rocky Point. La densidad de población era de 61,7 hab./km². De los 97 habitantes, Rocky Point estaba compuesto por el 89.69% blancos, el 0% eran afroamericanos, el 5.15% eran amerindios, el 0% eran asiáticos, el 0% eran isleños del Pacífico, el 0% eran de otras razas y el 5.15% pertenecían a dos o más razas. Del total de la población el 0% eran hispanos o latinos de cualquier raza.